# 1896年のメジャーリーグベースボール
以下は、メジャーリーグベースボール（MLB）における1896年のできごとを記す。
ナショナルリーグはボルチモア・オリオールズ（1882-1899年）が3年連続3度目の優勝をした。これがこのオリオールズの最後の優勝となった。
1895年のメジャーリーグベースボール - 1896年のメジャーリーグベースボール - 1897年のメジャーリーグベースボール

## できごと
- ヒューイー・ジェニングスは、1891年にアメリカン・アソシエーションのルイビル・カーネルズで野球を始め、1894年には当時のボルチモア・オリオールズで、チームメートのジョン・マグローやウィリー・キーラーと共にナショナルリーグを3連覇、自身も1896年に209安打、打率.401をマークした。
- ウィルバート・ロビンソンは守備の要の捕手として活躍し、3連覇の時は打撃でも活躍した。後にオリオールズでの同僚だったジョン・マグローに請われてニューヨーク・ジャイアンツのコーチとなり、やがてブルックリン・ロビンズ（後のドジャース）の監督となり、1916年と1920年にリーグ優勝した。

### テンプルカップ
シーズン終了後のテンプルカップ（ナショナルリーグ優勝チームと2位チームとの7回戦）は、リーグ3連覇のボルチモア・オリオールズが2位チームのクリーブランド・スパイダーズを下し初めて優勝した。
- ボルチモア・オリオールズ（1882-1899年）は、1882年にアメリカン・アソシェーションの創設とともに作られたチームである。1891年を最後にアメリカン・アソシエーションは消滅しオリオールズはナショナルリーグに移籍する。1892年にナショナルリーグに加盟して、1894年から1896年までのリーグ3連覇がオリオールズの絶頂期であった。1898年、当時のオーナーだったハリー・フォン・デル・ホーストは、球団運営でより高い収益を得ようと、ブルックリン・スパーバス（後のドジャース）の株式を得て経営に参加しオリオールズと2つの球団の経営を掛け持ちしたことで、オリオールズの主力選手が揃ってブルックリンに移籍する事態が起きた。この時マグローはブルックリンへの移籍を拒み、翌1899年にオリオールズの兼任監督となる。マグローは既に主力を失って弱体化したチームを率い、リーグ4位と健闘したが、1人のオーナーによる複数球団の掛け持ち経営が問題視されたことで、ホーストは同年を最後にオリオールズを解体することになった。
- 一方、現在のボルチモア・オリオールズは、アメリカンリーグが創設された1901年にウィスコンシン州ミルウォーキーを本拠地として、1年だけ「ミルウォーキー・ブルワーズ」（現在のミルウォーキー・ブルワーズとは無関係）として活動した球団が起源である。当時ボストン・ビーンイータース（後のブレーブス）の名選手ヒュー・ダフィーを兼任監督に据えたが、48勝89敗と大きく負け越す多難な船出だった。そして2年目の1902年にミズーリ州セントルイスに本拠地を移し、セントルイス・ブラウンズ（カージナルスとは別球団）となった。このセントルイス・ブラウンズが1954年にボルチモアに移転して現在のボルチモア・オリオールズとなった。

### 記録
- 5月9日　ハーマン・ロングがサイクルヒット達成
- 5月30日　ビル・ジョイスがサイクルヒット達成
- 7月13日　エド・デラハンティが史上2人目の1試合4本塁打達成

## 最終成績

### ナショナルリーグ
| 順 | チーム                           | 勝利 | 敗戦 | 勝率 | G差  |
| -- | -------------------------------- | ---- | ---- | ---- | ---- |
| 1  | ボルチモア・オリオールズ         | 90   | 39   | .698 | --   |
| 2  | クリーブランド・スパイダーズ     | 80   | 48   | .625 | 9.5  |
| 3  | シンシナティ・レッズ             | 77   | 50   | .606 | 12.0 |
| 4  | ボストン・ビーンイーターズ       | 74   | 57   | .565 | 17.0 |
| 5  | シカゴ・コルツ                   | 71   | 57   | .555 | 18.5 |
| 6  | ピッツバーグ・パイレーツ         | 66   | 63   | .512 | 24.0 |
| 7  | ニューヨーク・ジャイアンツ       | 64   | 67   | .488 | 27.0 |
| 8  | フィラデルフィア・フィリーズ     | 62   | 68   | .477 | 28.5 |
| 9  | ワシントン・セネタース           | 58   | 73   | .443 | 33.0 |
| 9  | ブルックリン・ブライドグルームズ | 58   | 73   | .443 | 33.0 |
| 11 | セントルイス・ブラウンズ         | 40   | 90   | .308 | 50.5 |
| 12 | ルイビル・カーネルズ             | 38   | 93   | .290 | 53.0 |

## 個人タイトル

### ナショナルリーグ
| 項目   | 選手                       | 記録 |
| ------ | -------------------------- | ---- |
| 打率   | ジェシー・バーケット (CLV) | .410 |
| 本塁打 | エド・デラハンティ (PHI)   | 13   |
| 本塁打 | ビル・ジョイス (WHS/NYG)   | 13   |
| 打点   | エド・デラハンティ (PHI)   | 126  |
| 得点   | ジェシー・バーケット (CLV) | 160  |
| 安打   | ジェシー・バーケット (CLV) | 240  |
| 盗塁   | ジョー・ケリー (BLN)       | 87   |

| 項目   | 選手                   | 記録  |
| ------ | ---------------------- | ----- |
| 勝利   | キッド・ニコルズ (BSN) | 30    |
| 勝利   | フランク・キレン (PIT) | 30    |
| 防御率 | ビリー・ラインズ (CIN) | 2.45  |
| 奪三振 | サイ・ヤング (CLV)     | 140   |
| 投球回 | フランク・キレン (PIT) | 432.1 |
| セーブ | サイ・ヤング (CLV)     | 3     |

## 参考
- 順位表